# 贝纳姆 (肯塔基州)
贝纳姆（英語：Benham），是美国肯塔基州的一座城市。建立于1911年，面积约为0.5平方公里（0.2平方英里）。根据2010年美国人口普查，该市的人口为500人。